# مقاطعة دوكس (ماساتشوستس)
مقاطعة دوكس (بالإنجليزية: Dukes County, Massachusetts)‏ هي إحدى مقاطعات ولاية ماساتشوستس في الولايات المتحدة. ، بلغ عدد سكانها 16535 نسمة في عام 2010 حسب إحصاء مكتب تعداد الولايات المتحدة وتصل الكثافة السكانية فيها 61.4 نسمة/كم2.

## أعلام
- جون أنتوني نيفين
- روبرت سوين غيفورد

## وصلات خارجية
- United States Counties